# Vibrio vulnificus
Vibrio vulnificus is een Gram-negatieve, beweeglijke, gebogen staafvormige (bacillus), pathogene bacterie uit het geslacht Vibrio.
De bacterie, aanwezig in mariene omgevingen zoals estuaria, brakke vijvers of kustgebieden, is verwant aan V. cholerae, de veroorzaker van cholera. Ten minste één stam van V. vulnificus is bioluminescent.
Infectie met V. vulnificus leidt tot snel uitbreidende cellulitis of sepsis. :279 Het werd voor het eerst geïsoleerd als bron van ziekte in 1976.

## Tekenen en symptomen
Vibrio vulnificus is een extreem virulente bacterie die drie soorten infecties kan veroorzaken:
- Acute gastro-enteritis door het eten van rauwe of onvoldoende verhitte schaaldieren: V. vulnificus veroorzaakt een infectie die vaak optreedt na het eten van zeevruchten, vooral rauwe of onvoldoende verhitte oesters. Besmetting met V. vulnificus verandert niets aan het uiterlijk, de smaak of de geur van oesters.[8] Symptomen zijn onder meer braken, diarree en buikpijn.
- Necrotiserende wondinfecties kunnen optreden bij beschadigde huid die wordt blootgesteld aan verontreinigd zeewater. V. vulnificus-bacteriën kunnen het lichaam binnendringen via open wonden tijdens het zwemmen of waden in besmet water,[4] of door wonden van de stekels van vissen zoals pijlstaartroggen. Mensen kunnen een blaarachtige dermatitis ontwikkelen die soms wordt aangezien voor pemphigus of pemfigoïd.
- Invasieve sepsis kan optreden na het eten van rauwe of onvoldoende verhitte schaaldieren, vooral oesters. V. vulnificus heeft 80 keer meer kans om zich in de bloedbaan te verspreiden bij mensen met een gecompromitteerd immuunsysteem, vooral bij mensen met een chronische leverziekte. Wanneer dit gebeurt, kunnen ernstige symptomen, waaronder blaarvorming op de huid en septische shock, soms tot de dood leiden.[9][10] Deze ernstige infectie kan optreden, ongeacht of de infectie is begonnen met besmet voedsel of een open wond.[10]

Bij gezonde mensen kan inname van V. vulnificus braken, diarree en buikpijn veroorzaken. Bij iemand met een gecompromitteerd immuunsysteem, vooral die met chronische leverziekte, kan het de bloedbaan infecteren, wat een ernstige en levensbedreigende ziekte veroorzaakt die wordt gekenmerkt door koorts en koude rillingen, verlaagde bloeddruk (septische shock) en blaarvorming van de huid. Hoewel is aangetoond dat mannen meer risico lopen op deze infectie dan vrouwen, geven comorbiditeiten zoals alcoholische cirrose en ziekten die het endocriene systeem aantasten (diabetes, reumatoïde artritis, enz.) een veel groter risico na besmetting met V. vulnificus.

## Pathogenese
Capsule: V. vulnificus heeft een capsule van polysachariden die wordt verondersteld te beschermen tegen fagocytose. De capsule helpt de bacteriën ook om aan opsonisatie te ontsnappen. Verschillende bacteriestammen zijn in staat om door de niet-ingekapselde en ingekapselde vormen te schuiven. Muismodellen hebben aangetoond dat de niet-ingekapselde vormen niet virulent zijn. Van dezelfde stammen is echter aangetoond dat ze een hogere aanleg hebben om over te schakelen naar de virulente ingekapselde vorm wanneer ze door oesters worden opgenomen.
Endotoxine: Zoals alle gram-negatieve bacteriën heeft V. vulnificus LPS (lipopolysacharide) als de belangrijkste component van zijn buitenmembraan. De LPS die de bacteriën produceren is echter niet zo efficiënt in het activeren van de afgifte door het immuunsysteem van tumornecrosefactor (TNF- alfa) en andere cytokinen die shocksyndromen veroorzaken. De capsulaire eiwitten die de bacteriën tot expressie brengen, zijn echter in staat een immuunrespons te produceren die bijdraagt aan het shocksyndroom.
Exotoxine: V. vulnificus produceert een aantal extracellulaire toxines zoals metalloprotease VvpE, cytolysine/hemolysine VvhA en het multifunctionele autoprocessing repeats-in-toxins (MARTX)-toxine. Hoewel het VvhA- en MARTX-toxine factoren zijn in de virulentie van de bacteriën, suggereren in vivo studies bij muizen dat het MARTX-toxine meer verantwoordelijk is voor bacteriële verspreiding vanuit de darm om sepsis te produceren.
IJzer: De groei van V. vulnificus is afhankelijk van de hoeveelheid ijzer die toegankelijk is voor de bacteriën. De waargenomen associatie van de infectie met leverziekte (geassocieerd met verhoogd serumijzer) kan te wijten zijn aan het vermogen van meer virulente stammen om ijzer gebonden aan transferrine te vangen.

## Stammen
De meest schadelijke gedocumenteerde stammen van V. vulnificus zijn waargenomen in drie verschillende vormen. De eerste zit in een antifagocytische polysacharidecapsule die de bacteriën beschermt. Door de bacteriën in te kapselen, kunnen fagocytose en opsonisatie niet plaatsvinden, waardoor de bacteriën door het hele organisme waarin ze zich bevinden kunnen voortduren. De tweede manier waarop V. vulnificus het meest schadelijk is geweest, is met enkele van de gifstoffen die het creëert. Deze toxines maken geen deel uit van de infectie die V. vulnificus veroorzaakt, maar maken deel uit van een secundaire infectie in het maag-darmkanaal die zeer zeker zal leiden tot systemische infectie. Ten slotte is waargenomen dat V. vulnificus meer schade aanricht bij patiënten met een hoger ijzergehalte.

## Behandeling
Vibrio vulnificus wondinfecties hebben een sterftecijfer van ongeveer 25%. Bij mensen bij wie de infectie verergert tot sepsis, meestal na inname, stijgt het sterftecijfer tot 50%. De meerderheid van deze mensen sterft binnen de eerste 48 uur na infectie. De optimale behandeling is niet bekend, maar in een retrospectieve studie van 93 mensen in Taiwan werd het gebruik van een derde generatie cefalosporine en een tetracycline (bijv. respectievelijk ceftriaxon en doxycycline) geassocieerd met een verbeterde uitkomst. Er zijn klinische onderzoeken nodig om deze bevinding te bevestigen, maar in vitro gegevens ondersteunen de veronderstelling dat deze combinatie synergetisch is tegen V. vulnificus. Evenzo bevelen de American Medical Association en de Centers for Disease Control and Prevention (CDC) aan om de persoon te behandelen met een chinolon of intraveneuze doxycycline met ceftazidim. De eerste succesvolle gedocumenteerde behandeling van fulminante V. vulnificus sepsis was in 1995. De behandeling vond plaats met ceftazidim en intraveneuze (i.v.) ciprofloxacine en i.v. doxycycline, die succesvol bleken. Preventie van secundaire infecties door respiratoire insufficiëntie en acuut nierfalen is cruciaal. De sleutel tot de diagnose en behandeling waren de vroege herkenning van bullae bij een immuungecompromitteerde persoon met levercirrose en inname van oesters in de afgelopen 48 uur, en het verzoek van de arts om STAT Gram-kleuring en bloedkweken voor V. vulnificus.
Vibrio vulnificus veroorzaakt vaak grote, ontsierende zweren die uitgebreid debridement of zelfs amputatie noodzakelijk maken.

## Prognose
Vibrio vulnificus is misschien geen algemeen bekende bacterie, maar het wel is de meest voorkomende doodsoorzaak als gevolg van zeevruchten in de Verenigde Staten. Infectie en sterfte als gevolg van V. vulnificus veroorzaakt meer dan 95% van de sterfgevallen in de Verenigde Staten waarvan bekend is dat ze zijn veroorzaakt door het eten van zeevruchten. Verrassend genoeg, hoewel V. vulnificus 95% van de sterfgevallen door zeevruchten veroorzaakt, zullen patiënten, als de behandeling met tetracycline of andere cefalosporine-antibiotica wordt gestart bij het begin van de symptomen en op de juiste manier wordt behandeld, geen langetermijneffecten ervaren, op voorwaarde dat ze de volledige antibioticakuur - meestal ongeveer twee weken - afmaken.
De slechtste prognose is bij mensen die in shocktoestand in het ziekenhuis aankomen. De totale mortaliteit bij behandelde mensen (ten gevolge van eten of verwonding) is ongeveer 33%.
Mensen die bijzonder kwetsbaar zijn, zijn mensen met een leverziekte (vooral cirrose en hepatitis ) of immuungecompromitteerd zijn (sommige soorten kanker, beenmergsuppressie, HIV, diabetes, enz.). In deze gevallen komt V. vulnificus meestal in de bloedbaan terecht, waar het koorts en koude rillingen, septische shock (met sterk verlaagde bloeddruk) en blaarvorming van de huid kan veroorzaken. Ongeveer de helft van degenen die bloedinfecties oplopen, sterft.
Vibrio vulnificus-infecties treffen ook onevenredig vaak mannen; 85% van degenen die endotoxische shock van de bacteriën ontwikkelen is man. Vrouwen die een ovariëctomie hadden ondergaan, hadden een verhoogd sterftecijfer; experimenteel is aangetoond dat oestrogeen een beschermend effect heeft tegen V. vulnificus.

## Epidemiologie
Vibrio vulnificus wordt vaak aangetroffen in de Golf van Mexico, waar sinds 1990 meer dan een dozijn mensen zijn overleden aan de infectie. De meeste sterfgevallen vielen in die tijd als gevolg van sepsis, ten tijde van de oesteroogst en het eten van oesters. Gebrekkige ziekteherkenning, als ook risicofactoren, presentatie en oorzaak, waren en zijn grote obstakels voor een goede uitkomst en herstel.
Na de succesvolle behandeling van de eerste persoon kon het Florida Department of Health de oorsprong van de uitbraak traceren tot Apalachicola Bay-oesters in water dat vatbaar is voor overmatige groei van het organisme. Deze verontreiniging was te wijten aan de watertemperatuur en zoutgehalte ten gevolge van een verandering in de stroom van de Chattahoochee-rivier in de Apalachicola-rivier en op zijn beurt in de Apalachicola-baai. Een soortgelijke situatie deed zich voor na de orkaan Katrina in New Orleans.

## Verder behandelonderzoek
Hoewel de behandeling van V. vulnificus net zo eenvoudig kan zijn als het snel kiezen van geschikte antibiotica, zijn er gevallen geweest waarin de genen muteerden, waardoor antibiotica ondoeltreffend werden. Terwijl ze op zoek waren naar een antwoord op dit probleem, ontdekten onderzoekers dat een manier om te voorkomen dat de infectie zich verspreidt, is om de bacteriën opnieuw te muteren. Deze mutatie vindt plaats op het flagellum van de bacterie. Bij injectie met flgC en flgE (twee genen in de flagella die de mutatie veroorzaken), functioneert het flagellum niet meer goed. Wanneer de bacterie niet in staat is om normaal te bewegen, is hij niet langer in staat om gifstoffen door het lichaam te verspreiden, waardoor het effect dat V. vulnificus systemisch op het lichaam heeft afneemt.

## Geschiedenis
De ziekteverwekker werd voor het eerst geïsoleerd in 1976 uit een reeks bloedkweekmonsters die naar de CDC in Atlanta werden gestuurd. Het werd beschreven als een "lactose-positieve vibrio". Vervolgens kreeg het de oorspronkelijke naam, Beneckea vulnifica, en ten slotte Vibrio vulnificus, door JJ Farmer in 1979.
Stijgende seizoenstemperaturen en afnemend zoutgehalte aan de kust lijken een grotere concentratie van Vibrio in schelpdieren van de Amerikaanse Atlantische kust en de Golf van Mexico te bevorderen, vooral in oesters (Crassostrea virginica). Wetenschappers hebben vaak de aanwezigheid van V. vulnificus aangetoond in de darmen van oesters en andere schelpdieren en in de darmen van vissen die oesterriffen bewonen. De overgrote meerderheid van de mensen die sepsis van V. vulnificus ontwikkelen, werd ziek nadat ze rauwe oesters hadden gegeten; de meeste van deze gevallen waren mannen.
In 2005 identificeerden gezondheidsfunctionarissen duidelijk stammen van V. vulnificus- infecties onder evacués uit New Orleans als gevolg van de overstromingen daar veroorzaakt door de orkaan Katrina.
In 2015 werden in Florida acht gevallen van V. vulnificus- infectie gemeld, waarvan twee met de dood tot gevolg.
In 2022, na orkaan Ian, zag Lee County, Florida een sterke stijging van infecties en sterfgevallen door V. vulnificus. Tegen 18 oktober 2022 waren vier doden en 29 zieken geregistreerd sinds de aanlanding van de orkaan eind september.

## Natuurlijke transformatie
Natuurlijke transformatie is een bacteriële aanpassing voor DNA-overdracht tussen individuele cellen. V. vulnificus bleek van nature transformeerbaar te worden tijdens de groei op chitine in de vorm van krabschalen. De mogelijkheid om nu transformatie-experimenten in het laboratorium uit te voeren, zou de moleculair-genetische analyse van deze opportunistische ziekteverwekker moeten vergemakkelijken.